# Allianz Lebensversicherung
Die Allianz Lebensversicherungs-AG ist ein auf das Lebensversicherungsgeschäft spezialisierter deutscher Versicherer. Das in Stuttgart ansässige Unternehmen gehört als Tochtergesellschaft der Allianz Deutschland zur Allianz-Gruppe. Die Allianz Leben ist mit knapp 23,9 Mrd. € Beitragseinnahmen 2024 Marktführer auf dem deutschen Markt.

## Geschichte und Hintergrund
Die Allianz Lebensversicherung wurde am 14. Januar 1922 in Berlin gegründet. Im Zuge der Fusion der Allianz mit dem Stuttgarter Verein wurde auch das Lebensversicherungsgeschäft zusammengelegt. Mit Wirkung vom 1. Januar 1927 fusionierten die Allianz Lebensversicherung, die Stuttgart-Lübeck Lebensversicherung, die Stuttgarter Lebensversicherungsbank, die aus der 1854 gegründeten und damit ältesten Vorgängergesellschaft Stuttgarter Ersparnis- und Lebensversicherungsbank entstanden war, und die in München ansässige Bayerische Lebensversicherungsbank zur Allianz und Stuttgarter Lebensversicherungsbank, als Unternehmenssitz des dadurch entstandenen größten europäischen Lebensversicherungsunternehmens − alleine von den ca. 500 Millionen Reichsmark Prämieneinnahmen der deutschen Lebensversicherungsbranche entfielen 80,6 Millionen auf den neuen Versicherer − wurde Stuttgart gewählt. Die Stellung am deutschen Markt wurde bereits zwei Jahre später deutlich ausgebaut, als nach dem Zusammenbruch der zweitgrößten deutschen Versicherungsgruppe, der Frankfurter Allgemeinen Versicherung, im Zuge des FAVAG-Skandals 1929 die Frankfurter Lebensversicherung unter Aufhebung der Niederlassungen und Einstellung des Auslandsgeschäfts nach Zahlung eines Kaufpreises von 1,8 Milliarden Reichsmark auf die Allianz Lebensversicherung verschmolzen wurde. Durch die Übernahme erhöhte sich der Bestand an Verträgen bei der Allianz und Stuttgarter Lebensversicherung auf 495.136 Verträge bei einer Versicherungssumme von 2,8 Milliarden Reichsmark zum Jahresende 1929, ohne die Übernahme der Frankfurter Lebensversicherung wären 374.914 Verträge mit 2,2 Milliarden Reichsmark Versicherungssumme verzeichnet worden.
In den 1930er Jahren verlegte die Lebensversicherung ihren Geschäftssitz nach Berlin, wo die Sachversicherungsgeschäft zeichnende Mutter bereits ansässig war. 1940 strich der Konzern den Namensbestandteil Stuttgarter Verein aus seinem Namen, gleichzeitig wurde der Name des Lebensversicherers auf Allianz Lebensversicherungs-AG gekürzt.
Nachdem die Allianz Lebensversicherung nach dem Zweiten Weltkrieg bereits wieder Räumlichkeiten in Stuttgart genutzt hatte, verlegte sie 1949 offiziell ihren Hauptsitz nach Stuttgart zurück. Im Zuge der Währungsreform 1948 hatte die Allianz Leben ihr Grundkapital im Verhältnis 10:3,5 von 20 Millionen Reichsmark auf 7 Millionen Deutsche Mark umgestellt, ehe sie 1956 auf einer außerordentlichen Hauptversammlung angesichts des starken Wachstums in der bisherigen Nachkriegszeit das Aktienkapital um 5,25 auf 12,25 Millionen D-Mark erhöhte.
2005 beschloss die Allianz-Gruppe, ihr Deutschlandgeschäft durch die Gründung der Allianz Deutschland in einer Zwischenholding zusammenzuführen, um zeitgleich ein Kosteneinsparprogramm durchzuführen. Im folgenden Jahr wurden die Aktienanteile, die die Allianz-Gruppe an der Allianz Lebensversicherung hielt, in die Gesellschaft eingebracht. Parallel versuchte sie den Marktführer im Bereich Lebensversicherung komplett zu übernehmen, scheiterte jedoch bis Anfang 2007 mit einem entsprechenden Angebot und konnte ihren Anteil nur auf knapp über 92 % erhöhen. Im Laufe des Jahres konnte sie jedoch insbesondere durch einen Handel mit einer Vermögensbeteiligungsgesellschaft den Anteil auf knapp über 95 % aufstocken, so dass ein Squeeze-Out möglich wurde. Nach gerichtlichen Anfechtungen wurde die Komplettübernahme 2009 endgültig vollzogen.
Im Dezember 2024 kündigte die bisherige Vorstandsvorsitzende Katja de la Viña ihren Rückzug zum Jahresende an, um sich mehr ihrer Familie mit zwei Kindern widmen zu können und daher bis zur Rückkehr in eine Vollzeitstelle zeitweise in der zentralen Strategie- und Marketingabteilung der Allianzgruppe in Teilzeit zu arbeiten. Der bisher für die Allianz Suisse zuständige Ruedi Kubat übernahm mit Jahresbeginn 2025 den Vorstandsvorsitz bei der Allianz Leben.

## Betriebenes Versicherungsgeschäft
Die Allianz Lebensversicherung unterliegt der Aufsicht der Bundesanstalt für Finanzdienstleistungsaufsicht und betreibt das Lebensversicheurngsgeschäft. In diesem Zusammenhang werden folgende Versicherungsarten als Haupt- oder Zusatzversicherungen betrieben:
- Lebensversicherung mit Kapitalzahlung
  - Kapitallebensversicherung
  - Risikolebensversicherung
  - Restschuldversicherung
  - Termfixversicherung
  - Fondsgebundene Lebensversicherung
  - Lebensversicherungen gemäß der Vermögensbildungsgesetze
  - Bausparvertrag-Risikolebensversicherung
- Rentenversicherungen
  - Rentenversicherungen (mit und ohne Kapitalwahlrechten)
  - Rentenversicherungen gemäß Altersvermögensgesetz („Riesterrente“)
  - Fondsgebundene Rentenversicherungen (auch im Rahmen des Altersvermögensgesetzes)
- Kapitalisierungsgeschäfte
- Berufsunfähigkeitsversicherungen (selbständig/Zusatzversicherung)
- Pflegerentenversicherung (selbständig/Zusatzversicherung)
- Unfallzusatzversicherung
- Todesfallzusatzversicherung
- Hinterbliebenenzusatzversicherung
- Arbeitsunfähigkeitszusatzversicherung

Zudem wird die Verwaltung von Versorgungseinrichtungen der betrieblichen Altersversorgung übernommen.
Das Angebot der Allianz Leben erfolgt als Einzel- oder Gruppenversicherung. Teilweise wird das Versicherungsgeschäft in Form der Mitversicherung betrieben. Dabei tritt die Allianz Leben oftmals als Führer des Konsortiums auf, etwa bei der 1975 eingeführten Sicherung und Abwicklung der Leistungen des Pensions-Sicherungs-Vereins. 

## Gebäude

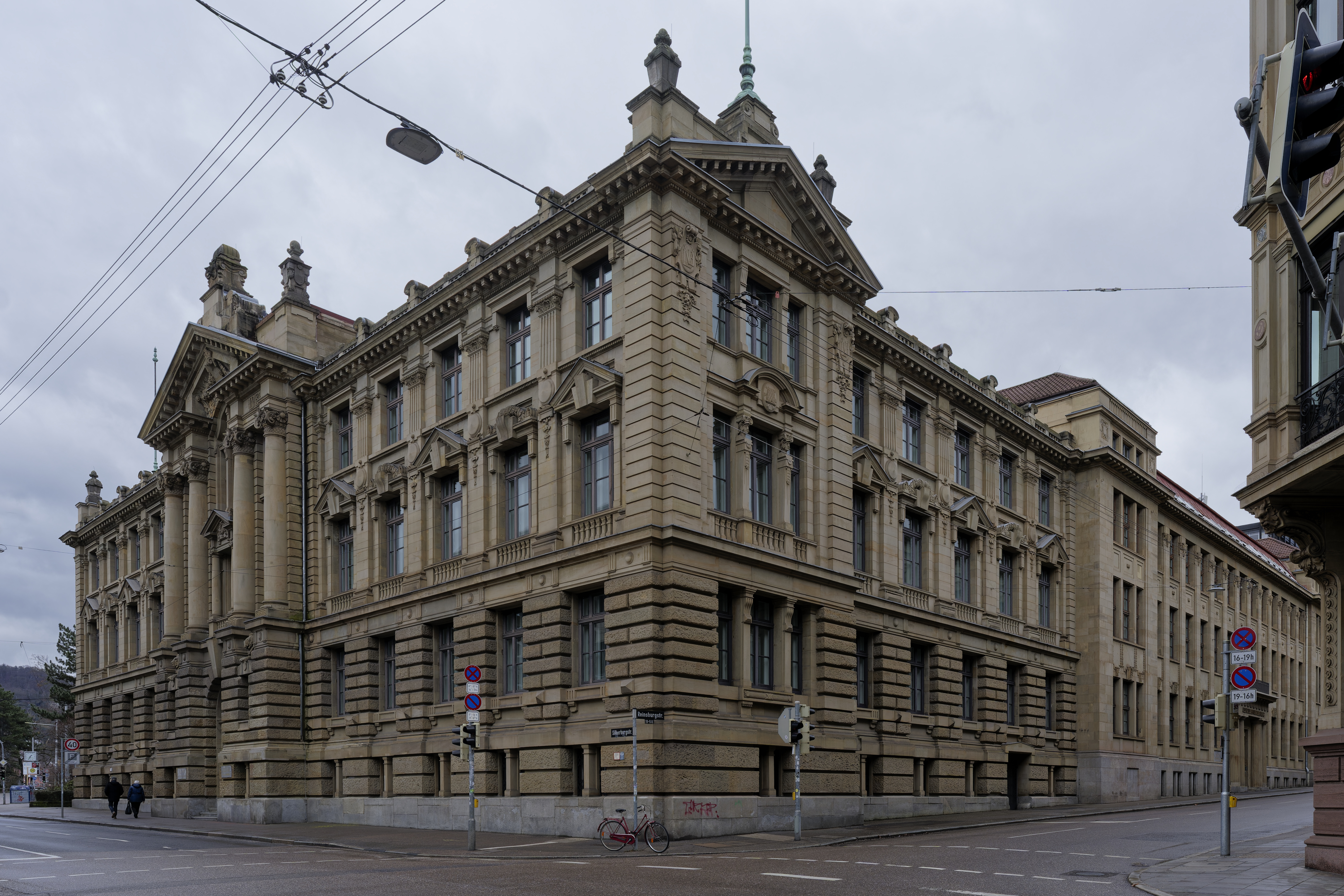
Vormaliges Hauptgebäude der Stuttgarter Ersparnis- und Lebensversicherungsbank, das Gebäude ist denkmalgeschützt (Februar 2023)

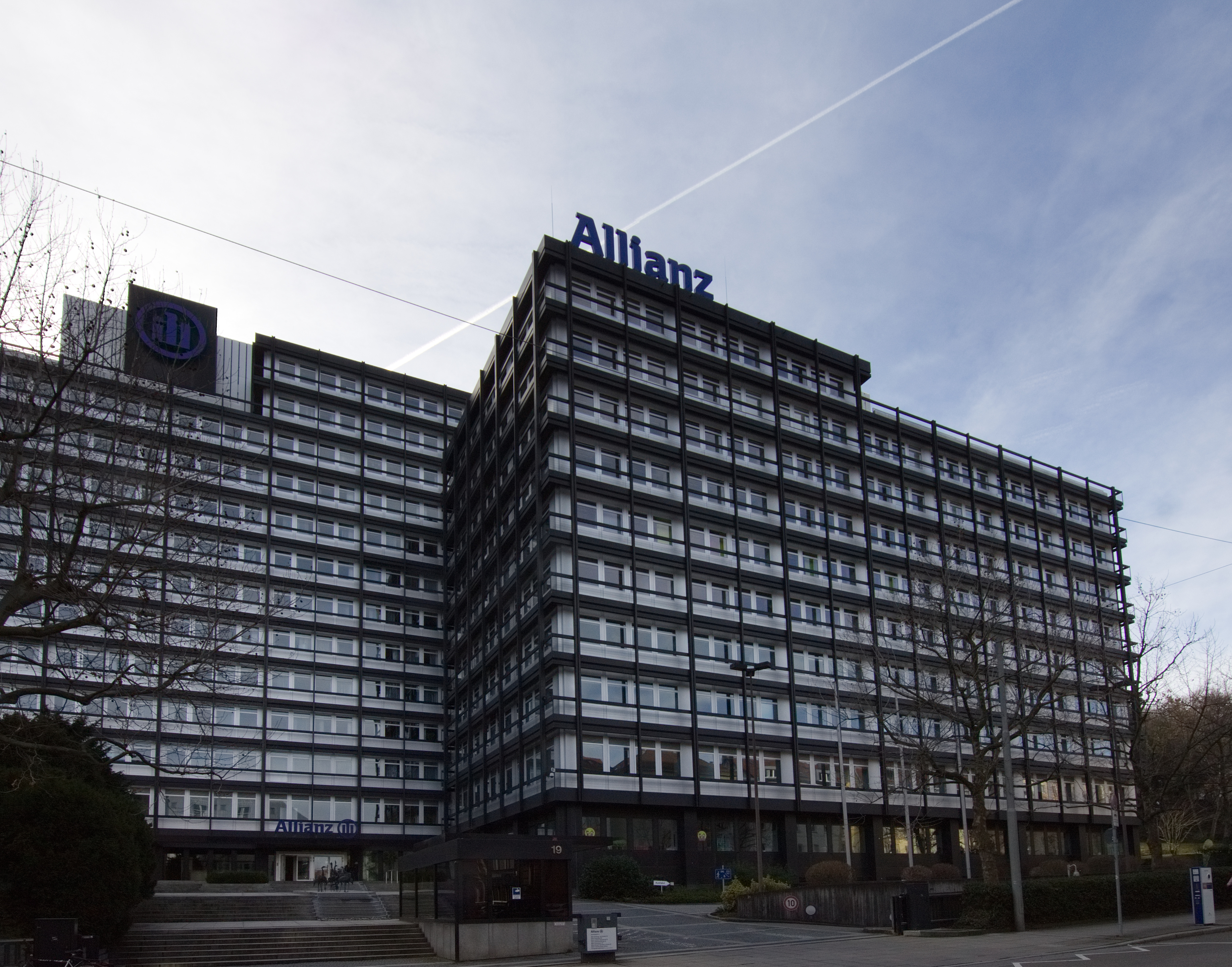
Stuttgarter Allianz-Hochhaus an der Reinsburgstraße (März 2017)

Die Stuttgarter Ersparnis- und Lebensversicherungsbank residierte an der Ecke der Stuttgarter Silberburg- und Reinsburgstraße in Stuttgart-West. Hier erwarb sie 1897 in unmittelbarer Nähe des bisherigen Gebäudes ein 80 Ar großes Grundstück, auf dem sich unter anderem die von Christian Friedrich von Leins 1860 erbaute Villa Zorn befand. Hier entstand in der Folge ein größeres Hauptverwaltungsgebäude mit der Silberburgstraße 174 als Anschrift. Das Gebäude wurde von den Arcihtekturbüropartnern Ludwig Eisenlohr und Carl Weigle entworfen und 1900 fertiggestellt. Nachdem 1927 die Allianz Leben ihren Sitz nach Stuttgart verlegt hatte, expandierte das Unternehmen später zunehmend entlang der Reinsburgstraße.
Ab Beginn der 1970er Jahre baute das Unternehmen seinen modernen Hauptsitz ergänzend zu den neoklassizistischen Gebäuden an der Reinsburgstraße aus, das von Harald Deilmann gestaltete Allianz-Hochhaus wurde bis 1974 erbaut. Anderthalb Jahrzehnte später expandierte das Unternehmen im benachbarten Buschle-Areal, dabei wurde das Areal ebenso von Bürogebäuden der Allianz sowie deren Tochter-, Vertriebs- und weiteren Servicegesellschaften erschlossen. Dabei wurden die Gebäude teilweise unterirdisch mit Gängen miteinander verbunden.

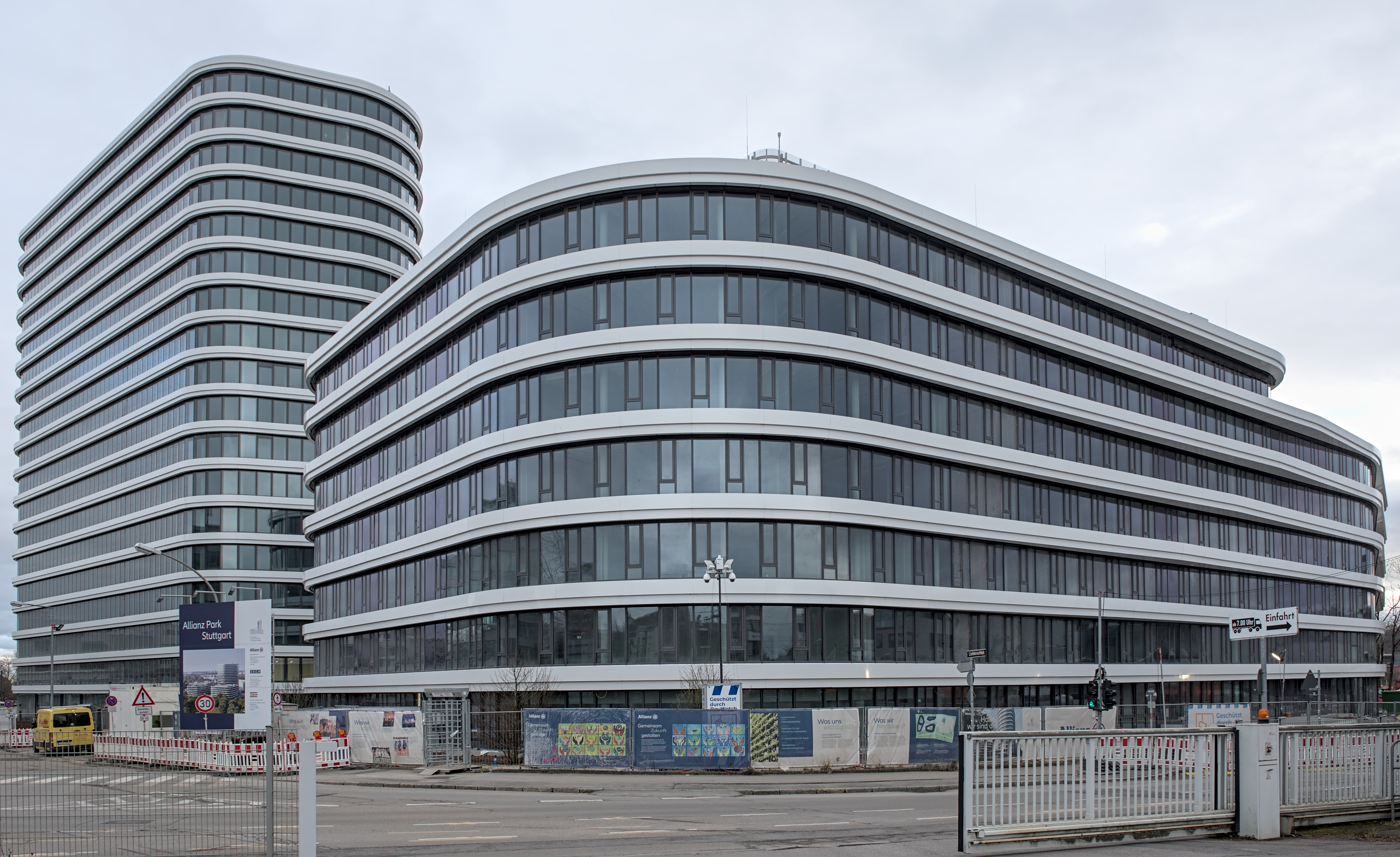
Außenansicht des Stuttgarter Allianz-Parks (Dezember 2024)

Anfang 2016 kündigte die Allianz Leben an, ihren Hauptsitz aus dem Stuttgarter Talkessel verlegen und nach Stuttgart-Vaihingen ziehen zu wollen. Dort sollten Räumlichkeiten für zirka 4500 Mitarbeiterinnen und Mitarbeiter entstehen. Anfang 2021 speckte das Unternehmen seine Pläne ab, so dass aufgrund des geringeren Bedarfs insbesondere vor dem Hintergrund während der COVID-19-Pandemie in Deutschland etablierter Homeofficeregelungen nur rund halb so viele Arbeitsplätze angesiedelt und hierfür nur zwei Bürogebäude realisiert werden sollten. Letztlich erfolgte im April 2022 die Grundsteinlegung für den neuen „Allianz-Park“ mit dem Ziel der Fertigstellung der neuen Büroräume bis 2025. Insgesamt waren 3200 Büroarbeitsplätze entstanden, als im Frühjahr 2025 der schrittweise vollzogene Um- bzw. Einzug begann.

## Kritik und Kontroversen

### Falsche Berechnung des Rückkaufswerts bei Lebensversicherungspolicen
Vor dem Oberlandesgericht Stuttgart hat die Verbraucherzentrale Hamburg gegen eine Klausel zur Berechnung des Rückkaufswerts von Lebensversicherungsverträgen, zur Beitragsfreistellung und zum Stornoabzug der Allianz Lebensversicherungs-AG geklagt. Das OLG urteilte am 18. August 2011 und erklärte die entsprechende Klausel für unwirksam. Nachdem das OLG eine Revision nicht zugelassen hatte, legte die Allianz vorerst Beschwerde hinsichtlich der Nichtzulassung beim Bundesgerichtshof ein. Die Beschwerde wurde am 8. Januar 2013 zurückgezogen, womit das Urteil rechtskräftig wurde. Betroffenen Allianzkunden stand laut Schätzungen der Verbraucherzentrale eine Entschädigung von durchschnittlich 500 Euro zu. Die Allianz ging von Entschädigungszahlungen von bis zu 117 Millionen Euro aus.

### Altersvorsorgemodell ohne Garantiezins
Am 5. Juli 2013 hat die Allianz Lebensversicherung eine neue Versicherung ohne Garantiezins eingeführt. Nach eigenen Angaben bietet das Vorsorgekonzept Perspektive „Sicherheit mit Chance auf eine attraktive Überschussbeteiligung“. Der Bund der Versicherten (BdV) kritisiert jedoch, dass Kunden bei vorzeitiger Kündigung hohe Verluste drohen. Tobias Weissflog, der Vorstandsvorsitzende des BdV, bemängelt vor allem die hohen Kosten für die Kunden. Auch andere Verbraucherinstitutionen wie die Verbraucherzentrale Baden-Württemberg stehen dem neuartigen Konzept skeptisch gegenüber.

### Berücksichtigung zu hoher Kosten bei der Rückkaufswertkalkulation
Im September 2024 urteilte der Bundesgerichtshof in einem Verfahren zwischen der Allianz Lebensversicherung und der Verbraucherzentrale Hamburg zu verschiedenen Aspekten weitgehend zu Gunsten des Versicherers. Dabei wurde das grundsätzliche Vorgehen bezüglich des Überschussbeteiligungssystems, die risikoadjustierte Gesamtverzinsung mit der Spreizung der Überschussbeteiligung zwischen einerseits klassischen und andererseits durch geringere Garantien kapitaleffizienten Versicherungskonzepten sowie die Berechtigung von Stornabzügen bei der Auszahlung von Rückkaufswerten bestätigt. Der BGH beanstandete jedoch, dass die Allianz Leben bei der Ermittlung des Rückkaufswerts innerhalb der ersten fünf Vertragsjahre zusätzlich zu den über die ersten fünf Jahre zu verteilenden Abschlusskosten in Höhe von 25 Promille der Beitragssumme weitere Kosten, die der Finanzierung von Abschlusskosten dienen, in Abzug brachte. Diese über die gesamte Beitragszahlungsdauer erhobenen Kosten fallen nach der höchstrichterlichen Rechtsauffassung jedoch zusammen mit den auf die ersten fünf Jahre verteilten Abschlusskosten unter den Höchstzillmersatz von 25 Promille der Beitragssumme. Hieraus resultiert ein Anspruch der Versicherungsnehmer auf einen um diesen unrechtmäßig einbehaltenen Kostenabschlag höheren Rückkaufswert, zudem hat die Allianz Leben gemäß §25 Abs. 2 RechVersV eine entsprechend höhere Deckungsrückstellung zu passivieren.

### Kürzung von Rentenfaktoren bei fondsgebundenen Riesterversicherungen
Das Oberlandesgericht Stuttgart entschied im Januar 2025 in einem Verfahren rund um verwendete Klauseln bei fondsgebundenen Riesterversicherungen, nach denen der Versicherer ursprünglich zugesagte Rentenfaktoren und damit die Rentenhöhe reduziert hatte, zwischen der Allianz Lebensversicherung und der Verbraucherzentrale Baden-Württemberg zugunsten Letzterer. Demnach dürfe der Versicherer nicht einseitig die zugesagte Leistung kürzen, hieraus ergebe sich eine unangemessene Benachteiligung des Verbrauchers. Die Allianz Leben legte Revision vor dem Bundesgerichtshof ein.